# Rudna Mała (województwo podkarpackie)
Rudna Mała – wieś w Polsce, położona w województwie podkarpackim, w powiecie rzeszowskim, w gminie Głogów Małopolski.
W latach 1975–1998 miejscowość położona była w województwie rzeszowskim.
| SIMC    | Nazwa    | Rodzaj    |
| ------- | -------- | --------- |
| 0650287 | Budzień  | część wsi |
| 0650293 | Młynówka | część wsi |

Do Rudnej Małej z Pogwizdowa Nowego na mocy uchwały Rady Miejskiej w Głogowie Małopolskim z dnia 30 grudnia 2019 r. została przyłączona Pieronka, która stała się częścią Rzeszowa jako obszar Pogwizdowa Nowego z dniem 1 stycznia 2021 r. na podstawie rozporządzenia Rady Ministrów.
Z dniem 1 stycznia 2021 r. część wsi, w tym obszar przysiółka Podbór, weszła w skład Głogowa Małopolskiego.
Od 1910 r. w Rudnej Małej działa Ochotnicza Straż Pożarna.

## Transport
Rudna Mała stanowi ważny węzeł drogowy. Przez wieś przebiegają:
- Autostrada A4: granica państwa – Jędrzychowice – Wrocław – Katowice – Kraków – Rzeszów – Korczowa – granica państwa
- Droga ekspresowa S19: granica państwa – Kuźnica – Białystok – Lublin – Rzeszów – Barwinek – granica państwa
- Droga krajowa nr 9: Jedlanka – Radom – Rudna Mała
- Droga wojewódzka nr 869: Rudna Mała – Jasionka